# Paris-Roubaix de 2002
A Paris-Roubaix 2002 foi disputada a 14 de abril de 2002. Foi vencida em solitário pelo belga Johan Museeuw. Nesta 100.º edição o Leão de Flandres impôs-se por terça e última vez em sua corrida.

## Classificação final
| Posição | Ciclista         | Equipa      | Tempo    |
| ------- | ---------------- | ----------- | -------- |
| 1       | Johan Museeuw    | Domo        | 6h39'08" |
| 2       | Steffen Wesemann | Telekom     | a 3'04"  |
| 3       | Tom Boonen       | US Postal   | a 3'08"  |
| 4       | Tristan Hoffman  | CSC-Tiscali | a 4'02"  |
| 5       | Lars Michaelsen  | Team Coast  | s.t.     |
| 6       | George Hincapie  | US Postal   | s.t.     |
| 7       | Thierry Gouvenou | BigMat      | s.t.     |
| 8       | Max van Heeswijk | Domo        | s.t.     |
| 9       | Nico Mattan      | Cofidis     | s.t.     |
| 10      | Enrico Cassani   | Domo        | s.t.     |